# Мігель Ангуло
Мігель Ангуло (ісп. Miguel Ángel Angulo, нар. 23 червня 1977, Ов'єдо) — іспанський футболіст, що грав на позиції півзахисника, нападника. По завершенні ігрової кар'єри — футбольний тренер. Наразі входить до тренерського штабу клубу «Валенсія». Відомий, зокрема, виступами за клуб «Валенсія», а також національну збірну Іспанії.

## Клубна кар'єра
Народившись в Ов'єдо, Астурія, Ангуло пройшов футбольну школу хіхонського «Спортинга», перейшовши до «Валенсії» у 18-річному віці. Після деякого часу, проведеного у резервній команді, в сезоні 1996-97 він був відправлений у «Вільярреал» з Сегунди. Зважаючи на вік колишнього гравця основи Жослена Англома, Мігель навіть кілька матчів провів на позиції атакуючого правого захисника, адже команда грала тоді переважно за схемою 5-3-2.
Ніколи не бувши основним гравцем, Мігель Ангуло провів більше 300 матчів за перші 10 років проведених у «Валенсії», відіграючи важливу роль у команді і у двох чемпіонських сезонах 2001-02 та 2003-04 (забив 6 голів в 48 матчах за ці два сезони). Тоді ж вийшов зі стартових хвилин у фіналі Кубка УЄФА 2003-04 проти марсельського «Олімпіка».
Влітку 2004-го зірвався перехід Ангуло до лондонського «Арсенала». Йому не вдалося пройти медогляд через проблеми із серцем. Агент Мігеля стверджував, що це пов'язано з хвилюванням під час перельоту до Лондона. Ангуло продовжив грати за «Валенсію» і за три наступних сезони провів в усіх турнірах 93 матчі, в яких забив 15 голів.
20 грудня 2007 року Мігель Ангуло разом з Сантьяго Каньїсаресом та Давідом Альбельдою були виключені з команди новим тренером Роналдом Куманом. Пізніше в квітні наступного року всі троє були повернені до складу команди іншим тренером Воро через серйозну загрозу вильоту в другий дивізіон за п'ять турів до кінця чемпіонату.
В серпні 2009-го після невдало проведеного сезону Ангуло покинув «Валенсію» і підписав того ж місяця однорічний контракт зі «Спортінгом». Однак всбого через чотири місяця договір було розторгнуто, після чого Мігель Ангуло вирішив завершити кар'єру гравця.

## Титули і досягнення
- Чемпіонат Іспанії
  - Чемпіон (2): 2001–02, 2003–04
- Кубок Іспанії
  - Володар (2): 1998–99, 2007–08
- Суперкубок Іспанії
  - Володар (1): 1999
- Ліга чемпіонів УЄФА
  - Фіналіст (2): 1999–00, 2000–01
- Кубок УЄФА
  - Володар (1): 2003–04
- Суперкубок УЄФА
  - Володар (1): 2004
- Чемпіон Європи (U-18): 1995
- Чемпіон Європи (U-21): 1998
- Срібний олімпійський призер: 2000